# Scribblenauts
Scribblenauts est un jeu vidéo développé par 5th Cell et édité par Warner Bros. Interactive Entertainment. Il est sorti sur Nintendo DS en septembre 2009 pour les États-Unis et l'Australie et le 8 octobre 2009 en Europe.
Il s’agit d’un jeu de réflexion au gameplay émergent. Le joueur peut faire apparaître des objets en écrivant leur nom sur l’écran tactile. Sous-titré « Trouvez le mot adapté et le tour est joué! » (« Write Anything. Solve Everything »), le jeu possède une base de données d’une dizaine de milliers de mots.

## Système de jeu
Scribblenauts est un jeu de réflexion au gameplay émergent. Le joueur contrôle le protagoniste Maxwell en vue de côté grâce à l’écran tactile. Le but du jeu est de résoudre des puzzles pour récupérer une étoile dans chaque niveau.
La caractéristique du jeu est d’offrir au joueur la possibilité de faire apparaître une grande variété d’objets. Il suffit d’écrire le nom de l’objet avec le stylet ou via un clavier virtuel pour que celui-ci se matérialise à l’écran. Il existe ainsi plusieurs manières de résoudre le même puzzle.

## Développement
L’idée à l’origine de Scribblenauts remonte au printemps 2007, avant la production de Lock's Quest. Le Creative Director Jeremiah Slaczka a déclaré vouloir créer une expérience similaire à celle procurée par Nintendogs ou le Programme d'entraînement cérébral du Dr Kawashima. Le concept du jeu provient de la fusion de deux idées de Slaczka. La première consistait à permettre au joueur d’écrire une phrase sur l’écran tactile, et de la regarder prendre vie sur l’autre écran. Slaczka réalise toutefois que le jeu serait fastidieux et qu’un système de mot-clé serait préférable. La seconde idée lui est venue en rêve. Il s’agissait d’un Escape the room aux solutions fantaisistes. Slaczka soumet son idée au directeur technique Marius Fahlbusch. Là où Slaczka estime que d’autres programmeurs auraient refusé, Fahlbusch affirme que l’idée est techniquement viable. Le développement mobilise une vingtaine de personnes, soit la moitié de l’effectif de 5th Cell. Le reste est affecté au développement parallèle de Drawn to Life: The Next Chapter.
L’essentiel du jeu repose sur un moteur développé en interne, baptisé Objectnaut. Dans un système dit « Data-driven », l’ensemble des éléments est généré à partir de données. À chaque objet est associé un ensemble de propriétés, incluant des caractéristiques physiques et une intelligence artificielle. Les conditions d’interaction avec le personnage Maxwell sont également définies. Cinq personnes de l’équipe passent six mois à compulser des dictionnaires et des encyclopédies à la recherche d’idées d’objets. D’autres développeurs définissent ensuite les différentes caractéristiques, comme conducteur, inflammable ou organique. Le système permet à chaque objet d’hériter de propriétés, évitant un lourd travail de programmation.
À chaque mot est associé une représentation graphique minimaliste propre. Les objets sont modélisés en 3D, bien qu’ils sont représentés sur un plan. Cette technique permet d’éviter de créer des animations pour chaque objet.
Le jeu intègre un système de reconnaissance de l'écriture manuscrite développé par 5th Cell, que Slaczka estime « bien supérieur à celui du Programme d'entraînement cérébral », développé par Nintendo. L’équipe inclut également un clavier virtuel, partant du principe que « même un cerveau humain ne peut reconnaître des pattes de mouche ».

## Clins d'œil et références
Parmi la grande quantité de mots disponibles dans le jeu, certains sont un peu spéciaux et n'apparaissent pas dans un dictionnaire de base. Outre les différents développeurs inclus dans le jeu, parfois même sous des formes farfelues (T-Rex, cyborg, etc.) ou trouve aussi certains éléments empruntés à la littérature (Cthulhu, etc.), des mèmes internet (Keyboard Cat, Rickroll, AYBABTU ...) voire des personnages historiques (Abraham Lincoln, George Washington, Albert Einstein, etc.). Plusieurs d'entre eux sont restés intraduits, voire supprimés dans la version française, notamment Einstein pour des raisons inconnues. Il existe aussi le terme "Post Two One Seven" qui représente le fameux dessin montrant Maxwell chevauchant un tyrannosaure pourchassant des zombies, mais avec la même fonction qu'une bombe atomique.

Il existe par ailleurs un niveau faisant référence à Pac-Man un second à BioShock et un dernier à Super Mario.

## Accueil
- Adventure Gamers : « Fun au premier abord mais décevant une fois l'effet wahou passé » (Emily Morganti)[7]
- Gamekult : 6/10[8]
- Jeuxvideo.com : 13/20[9]

### Média externe
- [image] Pochette de Scribblenauts